# Koneck (przystanek kolejowy)
Koneck – dawny kolejowy przystanek osobowy na wąskotorowej linii kolejowej Straszewo – Koneck w Konecku, w województwie kujawsko-pomorskim, w Polsce.